# Money in the Bank

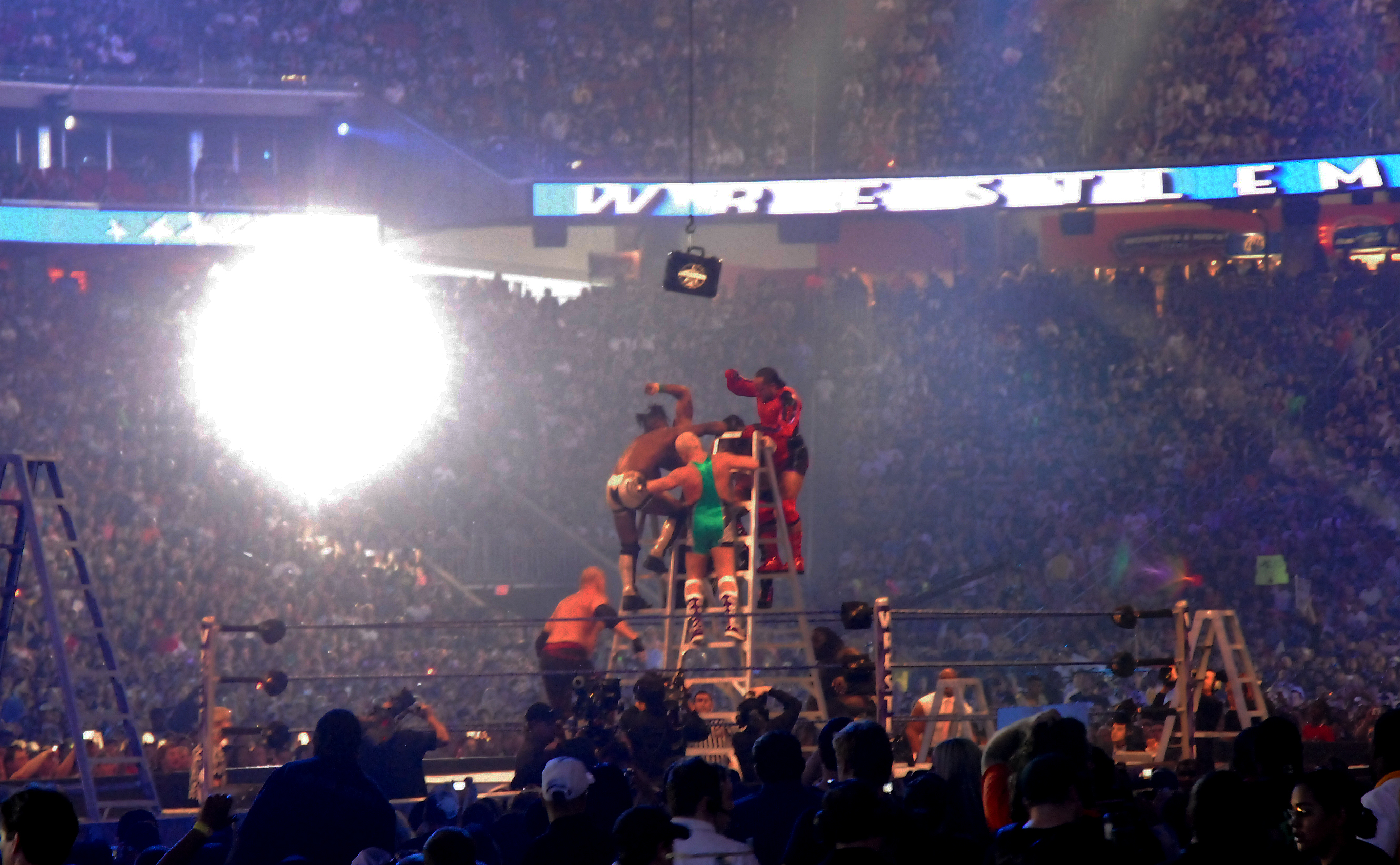
Meciul Money in the Bank ladder match 2009 de la WrestleMania XXV

Money in the Bank este un Ladder match organizat anual de federația World Wrestling Entertainment. Premiul în meci este o servietă care conține un contract pentru un meci de campionat, care poate fi "încasat" de către deținătorul servietei în orice moment al anului. Dacă contractul nu este folosit în anul în care a fost câștigat, acesta va fi nevalid. De la înființarea sa până în 2017, s-au produs numai meciuri cu scări într-e wrestleri, contractul fiind pentru un meci la Campionatul Mondial. Începând cu evenimentul din 2017, s-a înființat un meci cu scări pentru dive, care câștigătoare obține o valiză care o poate încasa pentru Campionatul Feminin.

## Istorie
Primul meci de acest tip a avut loc în anul 2005, la WrestleMania 21 fiind câștigat de către Edge care, și-a folosit servieta pe John Cena fiind obosit de la un meci de tipul Elimination Chamber , la New Years Revolution . John Cena s-a înfruntat cu Kurt Angle , Shawn Michaels , Kane , Carlito și Chris Masters.
Al doilea meci de acest tip a avut loc în anul 2006, la WrestleMania 22 fiind câștigat de către Rob Van Dam . Rob Van Dam i-a bătut pe Shelton Benjamin , Ric Flair , Finlay , Matt Hardy și Bobby Lashley . RVD și-a folosit servieta Money in the Bank provocându-l pe John Cena la un eveniment numit WWE One Night Stand . Rob Van Dam l-a bătut pe John Cena după ce arbitrul era la podea , iar John Cena a încasat un Spear de la Edge.
Al treilea meci de acest tip a avut loc în anul 2007, la WrestleMania 23 fiind câștigat de către MR Kennedy , care i-a bătut pe Edge , Jeff Hardy , Matt Hardy , Randy Orton , CM Punk , King Booker , Finlay . Dar , MR Kennedy a pierdut servieta după ce Edge l-a atacat și i-a luat-o . Edge și-a folosit servieta pe Undertaker devenind noul campion mondial .
Al patrulea meci de acest tip a avut loc în anul 2008, la WrestleMania 24 fiind câștigat de către CM Punk . CM Punk i-a bătut pe Chris Jericho , MR Kennedy , Shelton Benjamin , Carlito , Montel Vontavious Porter și John Morrison . CM Punk și-a folosit servieta următoarea noapte după Draft 2008 , fiind transferat din ECW în RAW . A câștigat centura mondială folosindu-și servieta pe Edge după ce el a fost atacat de Batista .
Al cincilea meci de acest tip a avut loc în anul 2009, la WrestleMania 25 fiind câștigat tot de către CM Punk , câștigând de două ori la rând meciul Money in the Bank . Punk și-a folosit servieta pe Jeff Hardy la Extreme Rules 2009 , câștigând tot centura mondială , după ce Jeff s-a înfruntat cu Edge într-un meci de tipul TLC(Tables , Ladders and Chairs) , meci în care centura este agățată sus și trebuie să te urci pe scară ca să poți să o ei și să câștigi titlul . Edge a intrat cu centura mondială în ring , dar nu tot el a plecat cu ea acasă , după ce Jeff Hardy a luat centura de sus . A venit CM Punk și a început meciul , Jeff fiind obosit Punk imediat îi livrează un GTS(Go To Sleep) . Dar Jeff se ridică . Punk îi mai livrează încă unul , iar Jeff nu s-a mai ridicat .
Al șaselea meci de acest tip a avut loc în anul 2010, la WrestleMania 26 fiind câștigat de Jack Swagger . Swagger i-a bătut pe Shelton Benjamin , Evan Bourne , Christian , Matt Hardy , Kane , Kofi Kingston , Drew McIntyre , MVP și Dolph Zigler . Jack Swagger a câștigat meciul după ce i-a dat cu servieta în cap lui Christian . Jack Swagger prima oară la RAW după WrestleMania a încercat să o folosească servieta pe John Cena , dar el nu a reușit . A doua oară a fost cu noroc pentru Jack Swagger , și-a folosit servieta pe Chris Jericho după ce el a încasat un Spear de la Edge .
Al șaptelea meci de acest tip a avut loc în anul 2010, la Money in the Bank 2010 fiind câștigat de Kane în brandul SmackDown . Kane a reușit să ia servieta după ce i-a bătut pe Big Show , Matt Hardy , Christian , Kofi Kingston , "Dashing" Cody Rhodes , Drew McIntyre și Dolph Ziggler . Kane și-a folosit servieta tot la același PPV Money in the Bank câștigând centura mondială bătându-l pe Rey Mysterio după ce s-a înfruntat cu Jack Swagger . Rey Mysterio l-a bătut pe Jack Swagger în acel meci , dar Jack Swagger tot îl ataca la piciorul drept . Kane a venit și l-a salvat pe Rey Mysterio dar după ce s-a dus cu Swagger în vestiare , iar a intrat în ring și s-a bătut cu Rey Mysterio , câștigând acel meci Kane . 
Al optulea meci de acest tip a avut loc în anul 2010, la Money in the Bank 2010 fiind câștigat de The Miz în brandul RAW . Miz i-a bătut pe Randy Orton , Chris Jericho , Evan Bourne , Ted DiBiase , John Morrison , Edge și Mark Henry . The Miz și-a folosit servieta , câștigând centura WWE , pe Randy Orton după un meci cu Wade Barret. Înainte de meciul Randy Orton vs Wade Barret , care era pentru centură , Nexus l-a atacat pe Randy Orton la piciorul stâng . Randy Orton l-a bătut pe Wade Barret dar cu greu după ce a fost atacat la picior. După ce Randy Orton a câștigat acel meci, a venit Miz și a câștigat centura WWE bătându-l și el cu greu pe Randy Orton. 
Al 9-lea meci de acest gen a avut loc în 2011 când Daniel Bryan a castigat servieta în brandul Smackdown. El a reusit atunci sa ii invinga pe Sin Cara(Mistico),Wade Barrett,Justin Gabriel,Sheamus,Cody Rhodes,Heath Slater,Kane.Bryan a castigat meciul dupa ce i-a dat o lovitură de picior în cap lui Wade Barrett. El a spus ca vrea să își folosească servieta la Wrestelmania 28. Big Show la încurajat pe Daniel să folosească servieta MONEY IN THE BANK pe Mark Henry. Până la urmă asta a fost o decizie proastă pentru Show. El s-a luptat cu Mark Henry într-un meci cu scaune câștigat de Big Show, dar apoi Mark l-a atacat și așa a reușit Daniel Bryan să devină pentru prima dată în WWE campion mondial. El a pierdut titlul în fața lui Sheamus la WRESTEMANIA 28 în 18 secunde. 
Al 10-lea meci a avut loc în 2011 în brandul Raw câștigat de Alberto Del Rio. El a reușit atunci să îi învingă pe Kofi Kingston, Jack Swagger, Evan Bourne, R-TRUTH, Alex Riley, The Miz, Rey Misterio. El a reușit să câștige atunci meciul scoțându-i masca lui Misterio. El a încasat valiza pe CM Punk după ce acesta a fost atacat de Kevin Nash. El a pierdut titlul în fața lui John Cena la Night of Champions. Atunci Alberto a fost prins în STF și a cedat.
Anul 2012 a venit cu alți doi câștigători:în Raw John Cena,fiind primul om care a eșuat cu servieta, iar în SmackDown Dolph Ziggler care a încasat-o pe Alberto del Rio după ce acesta a fost atacat la picior. Două luni mai târziu la PayBack 2013 a pierdut-o în fața aceluiași Del Rio. 
În 2013 câștigătorul în Raw a fost Randy Orton,iar în SmackDown Damien Sandow. Damien Sandow a încercat să încaseze pe John Cena, dar a eșuat. Randy Orton a câștigat titlu WWE la SummerSlam după ce a încasat valiza pe Daniel Bryan. Triple H i-a dat un Pedigree lui Bryan și așa Randy Orton a încasat valiza. Orton a pierdut centura in fata lui Bryan si centura a devenit vacanta. 
În 2014, a-u avut loc doua meciuri: unul pentru centură si celalalt pentru valiza. In meciul pentru centuri sunt implicati: Alberto del Rio, John Cena, Randy Orton, Bray Wyatt, Roman Reigns, Kane, Sheamus si Antonio Cesaro. In cel pentru valiza sunt implicati: Kofi Kingston, Rob Van Dam, Dolph Ziggler, Seth Rollins, Dean Ambrose, Bad News Barrett, Jack Swagger. Meciul pentru valiză a fost câștigat de Seth Rollins, după intervenția lui Kane, iar meciul pentru centuri a fost câștigat de John Cena, după 2 Atitude Adjustment aplicate pe Kane și Randy Orton devenind pentru a 15-a oară campion și unificand centurile pentru prima dată în cariera sa. Seth Rollins a folosit servieta Money in the Bank in main event-ul de la Wrestlemania 31 dintre Brock Lesnar (campionul WWE) și Roman Reigns (câștigatorul Royal Rumble 2015) transformand meciul acestora intr-un triple threat match pentru centura WWE. Brock Lesnar era plin de sânge după ce tot meciul l-a dominat pe Roman Reigns, iar Seth Rollins a intervenit si l-a numarat până la 3 pe Roman Reigns astfel câștigând titlu WWE și devenind primul wrestler care foloseste servieta Money in the Bank la un eveniment Wrestlemania din istoria WWE.
În 2015, meciul ladder de la Money in the Bank a fost într-e Dolph Ziggler, Sheamus, Kofi Kingston, Neville, Roman Reigns, Randy Orton și Kane. Valiza a fost câștigată de Sheamus și a încasato la Survivor Series învingândul pe Roman Reigns după ce acesta l-a învins înainte pe Dean Ambrose în finala unui turneu pentru titlu.

In 2016 , meciul ladder de la Money in the Bank a fost castigat de Dean Ambrose care si-a incasat contractul tot in acea seara la meciul dintre Roman Reigns si Seth Rollins, dupa ce Seth a castigat meciul, Dean iesind de sub ring si atacandu-l pe Seth, dupa care si-a incasat contractul pentru centura WWE.

In 2017 meciul ladder de la Money in the Bank a fost castigat de Baron Corbin care si-a incasat servieta la evenimentul principal la Smackdown Live! in meciul dintre campionul wwe Jinder Mahal si John Cena, dar a esuat incasarea contractului din vina distrageri provocate de John ,atunci cand meciul a inceput, Jinder rotindul ilegal pe spate si castigand meciul.